# Ефект на Рашомон
Ефектът на Рашомон е ефект на субективността на възприятието за припомняне, при което наблюдатели на събитие са способни да възпроизведат съществено различни, но равно правдоподобни версии на събитието. Полезна демонстрация на този принцип в научното разбиране може да бъде открита в статията The Rashomon Effect: When Ethnographers Disagree от Карл Хайдер.
Името на ефекта идва от филма на Акира Куросава „Рашомон“, в който престъпление, видяно от четирима души, е описано от тях по четири взаимно противоречащи си начина. Филмът е основан на две кратки истории на Рюносуке Акутагава Rashōmon (за сцената) и Yabu no naka, познат като „В горичката“ (за историята).